# Denezjkin Kamen
Denezjkin Kamen (Russisch: Денежкин Камень) is een berg in de Noordelijke Oeral en de tweede bergpiek van de oblast Sverdlovsk (na de zuidelijker gelegen Konzjakovski Kamen met 1569 meter). De rivier de (Zuidelijke) Sosva ontspringt in de buurt van de berg.
De Denezjkin Kamen ligt op 40 kilometer ten noordwesten van Severo-oeralsk. De berg werd vernoemd naar de Mansiër Andrej Denezjkin, die daar in het midden van de 17e eeuw woonde in een dorpje langs de Sosva. De Mansen noemen het bergmassief Ost-Tagt-Taljach-Ner-Ojka ("De beheerder van de bergen van de bovenste Zuidelijke Sosva rivierberg") of Ost-Tagt-Taljach-Jalpyng-Ner-Ojka ("de heilige beheerder van de bergen van de bovenste Zuidelijke Sosva"). De berg is populair bij toeristen en is gelegen in de naar deze berg vernoemde zapovednik Denezjkin Kamen.